# Chelipoda coreana
Chelipoda coreana är en tvåvingeart som beskrevs av Wagner 2003. Chelipoda coreana ingår i släktet Chelipoda och familjen dansflugor. Inga underarter finns listade i Catalogue of Life.